# Slavutyč (stanice metra v Kyjevě)
Slavutyč (ukrajinsky a rusky Славутич) je stanice kyjevského metra na Syrecko-Pečerské lince na západním okraji sídliště Osokorky nedaleko pobřeží řeky Dněpr na levém břehu města. Stanice byla otevřena v rámci třetího úseku linky Syrecko-Pečerska dne 30. prosince 1992.
V roce 2014 obsloužila stanice Slavutyč pouze 6300 cestujících a nachází se na západním okraji sídliště Osokorky na území staré vesnice Osokorky a nových bytových komplexů Slavutyč, Zaričnyj a Rivjera. Jeden východ ze stanice ústí do podchodu pod prospekt Mykoly Bažana, který propojuje bytové komplexy Zaričnyj a Rivjera.

## Konstrukce stanice
Na dnešním území stanice se neuvažovalo o výstavbě stanice, první stanicí na levém břehu se měla stát stanice Osokorky. V 80. letech se již stanice objevovala na plánech linky pod názvem Pivdennyj mist (česky Jižní most) na jehož okraji se stanice nachází. Nové plánované dva úseky linky Syrecko-Pečerska (Vydubyči-Osokorky, Osokorky-Charkivska a depo) měly být již třetí linkou, které měly obsloužit nově postavené sídliště města, první linkou byla Svjatošynsko-Brovarska, jejíž třetí a čtvrté etapy mířily na sídliště Darnycja, Socmisto a na Lisový a Brovarský masyv a druhou linkou byla Obolonsko-Teremkivska, jejíž druhá a čtvrtá etapa mířila na sídliště Oboloň.
Výstavba úseku měla začít mnohem později, ale kvůli nedorozumění mezi staviteli metra a Jižniho mostu se rozhodlo o otevření úseku mezi stanicemi Vydubyči a Slavutyč již v roce 1992 a tak se výstavba a financování výstavby přesunoulo z druhého úseku metra i na třetí. Z důvodu nedostatku peněz se na druhém úseku linky metra se neotevřela stanice Pečerska a na třetím úseku stanice Telyčka. Zatímco Pečerska se o pár let později otevřela veřejnosti, stanicí Telyčka se stále projíždí a neplánuje se její otevření.
Třetí úsek linky Syrecko-Pečerska byl oficiálně otevřen 30. prosince 1992 a sestával ze dvou stanic a to Slavutyč a Osokorky.

## Charakteristika stanice
Z technického hlediska byla stanice postavena jako hloubená, mělce založená stanice, podepíraná dvěma řadami sloupů v přibližné hloubce 7 metrů. Jde o stanici ve tvaru kvádru, která je uprostřed podepíraná dvěma řadami sloupů. Stanice obsahuje jeden východ, který ústí do podchodu pod prospekt Mykoly Bažana, který propojuje bytové komplexy Zaričnyj a Rivjera. Stanice je s podchodem propojena schodištěm.
Třetí úsek linky Syrecko-Pečerska je již posledním úsekem kde proběhla architektonická a výtvarná soutěž pro stanice. Pilíře ve tvaru kvádru jsou obloženy nerezovými ocelovými půlkruhy a podlaha je kombinací červené a černé žuly. Kolejová zeď je v horní části obložena bílým mramorem připomínající oblohu, ve střední části je kolejová zeď obložena modrým kovovým profilem připomínající vodní hladinu řeky Dněpr a dolní část kolejové zdi je obložena šedým mramorem. Strop stanice je černě natřený a jsou na něm zavěšeny modré vazníky s dlouhými řadami reflektorů. Díky tomuto systému osvětlení strop stanice vizuálně zmizí a vytváří iluzi hvězdné oblohy. Uprostřed stanice na stropě se nachází dílo, které obsahuje kovové desky symbolizující lekníny a kovové trubky, které při příjezdu soupravy se houpou a připomínají rákosí. Na konci stanice se nachází kompozice z bílého mramoru připomínající koryto Dněpru v Kyjevě.

## Název
Plánovaný název stanice byl Pivdennyj mist (rusky Južnyj most) podle Jižního mostu na jehož okraji se stanice nachází. Dnešní název Slavutyč pochází od staroruského, dnes již čistě prozaického a folklórního názvu pro řeku Dněpr a v překladu znamená řeka Slovanů.